# Kürschners Deutscher Gelehrten-Kalender
Kürschners Deutscher Gelehrten-Kalender es un diccionario biográfico que existe desde 1925 y enumera datos biográficos, direcciones, prioridades de investigación y áreas de trabajo de científicos en el mundo de habla alemana. Los criterios de admisión suelen ser la habilitación o el título de catedrático así como el trabajo en investigación y docencia en una institución científica.
La edición en línea se actualiza constantemente y permite una búsqueda específica según criterios como la especialidad. Más allá de la edición impresa, contiene información sobre personas que han sido identificadas como fallecidas desde 1996, así como otras entradas archivadas que ya no se incluyen en la edición impresa.

## Historia
Los diccionarios "Kürschners Deutscher Gelehrten-Kalender" surgieron de los "Kürschners Deutscher Literatur-Kalender" tras la muerte de Joseph Kürschners en 1902. Anteriormente, Joseph Kürschner había entendido crear un libro de forma lexicográfica que enumeraba a miles de escritores con sus direcciones e información bibliográfica, por lo que el Calendario Kürschner representaba una herramienta importante para los autores y todos aquellos que trabajaban en el negocio literario. 
El trabajo por hacer desde la publicación del volumen 39 en 1917 se había vuelto demasiado inmenso. La abundancia de material no podría administrarse más en un solo diccionario anual. Además, numerosos escritores ya no pudieron ser contactados como resultado de la agitación de la Primera Guerra Mundial y el período de posguerra. El editor de entonces, Gerhard Lüdke, decidió separar el "Gelehrten-Kalender", que apareció paralelo al "Literatur-Kalender" a partir de 1925. Según los colores de la cubierta, pronto se habló del diccionario "Kürschner" en rojo o en azul. Uno era para los escritores y otro para los científicos.

## Ediciones
Contrariamente a la intención original, la edición impresa del "Gelehrten-Kalender" no se publicó todos los años.
- 1.ª (1925) Gerhard Lüdtke
- 2.ª (1926) Gerhard Lüdtke[5]
- 3.ª (1928-1929) Gerhard Lüdtke[6]
- 4.ª (1931) Gerhard Lüdtke[7]
- 5.ª (1935) Gerhard Lüdtke[8]
- 6.ª (1940-1941) Gerhard Lüdtke
- 7.ª (1950) Friedrich Bertkau, Gerhard Oestreich
- 8.ª (1954) Gerhard Oestreich[9]
- 9.ª (1961) Werner Schuder
- 10.ª (1966) Werner Schuder
- 22.ª (2009) K. G. Saur, Walter de Gruyter[10]
- 23.ª (2011) K. G. Saur, Walter de Gruyter
- 24.ª (2012) K. G. Saur, Walter de Gruyter
- 32.ª (2020) K. G. Saur, Walter de Gruyter
- 33.ª (2021) K. G. Saur, Walter de Gruyter
- 34.ª (2022) K. G. Saur, Walter de Gruyter
- 35.ª (2023) K. G. Saur, Walter de Gruyter